# Paragus cinctus
Paragus cinctus is een vliegensoort uit de familie van de zweefvliegen (Syrphidae). De wetenschappelijke naam van de soort is voor het eerst geldig gepubliceerd in 1853 door Schiner & Egger.